# Franz Josef Busemann
Franz Josef Busemann (* 4. November 1947 in Datteln) ist ein ehemaliger deutscher Zehnkämpfer und Leichtathletiktrainer.
Busemann war in den 1970er Jahren beim Recklinghäuser LC aktiv, seine Bestleistung im Hochsprung betrug 2,01 m. Im Zehnkampf erreichte er am 21. und 22. August 1971 in Recklinghausen 7087 Punkte. Busemann war Hauptschullehrer. 
Busemann hat mit seiner Frau Sybille zwei Söhne, Frank (* 1975) und Lars (* 1978), die er auch trainierte. Frank Busemann wurde 1996 in Atlanta Olympiazweiter im Zehnkampf. Lars Busemann war Stabhochspringer mit einer Bestleistung von 5,50 m.
Nach dem Karriere-Ende seiner Söhne übernahm Franz Josef Busemann 2003 das Training der Mehrkämpfer der LG Olympia Dortmund.